# Амори II Тирский
Амори II (фр. Amaury II, ок. 1272 — 1310) — регент Кипрского королевства, сеньор Тира.

## Биография
Амори II был сыном кипрского короля Гуго III и Изабеллы Ибелин.
В 1289 году Амори принял участие в обороне Триполи, где командовал группой рыцарей и четырьмя галерами с Кипра. После падения города он сумел спастись вместе с графиней Люсией, в апреле 1289 года он стал коннетаблем Иерусалимского королевства.
В 1290 году Амори стал сеньором Тира. В 1291 году, во время обороны Акры, и после падения Иерусалимского королевства сумел спастись вместе с братом Генрихом.
В 1300 году Амори попытался предпринять совместные действия с монголами Газан-хана для освобождения Святой земли. Вместе с другими киприотами они оккупировали остров Руад, но монголы не пришли, и крестоносцам пришлось отступить.
Брат Генрих стал непопулярным на Кипре, и 26 апреля 1306 года Амори при поддержке тамплиеров и ряда баронов устроил переворот. Генрих был отправлен в Строволос, а Амори взял титулы «правителя и ректора», «регента Кипра» и титулярного «регента Иерусалима». Поначалу его правление было популярным, и он улучшил отношения с Венецией, Генуей и рыцарями-госпитальерами. Однако, когда в 1307 году начались репрессии против Ордена тамплиеров, ему пришлось подчиниться указанию Папы и арестовать местных тамплиеров, что привело в январе 1308 года к небольшому восстанию с призывом реставрации Генриха. Оно было подавлено, но Амори пришлось арестовать ряд известных дворян.
5 июня 1310 года Амори был убит в Никосии Симоном Монтолифским. После его смерти правителем Никосии был провозглашён его брат Эмери, однако вскоре был свергнут, и на троне был восстановлен Генрих.

## Семья и дети
В 1292 или 1293 году Амори женился на армянской принцессе Изабелле. У них было пять сыновей и одна дочь:
- Агнесса (ум. после 1310)
- Гуго (ум. между 1318 и 1323), сеньор Крусоче
- Ги (ум. 1344), король Киликийской Армении Костандин III
- Жан[фр.] (ум. 1343)
- Боэмонд (ум. 1344), сеньор Корикоса